# لوس أجادونس
وادي نهر أجادون أو كامبو دي أجادون أو كامبو دي أجادونوس أو لوس أجادونس أو منحدر سلامنكي من سييرا دي جاتا (بالإسبانية: Los Agadones)‏ هو كوماركا فرعية لكوماركا ثيوداد رودريجو في الجنوب الغربي لمقاطعة سلامنكا، التابعة لمنطقة الحكم الذاتي قشتالة وليون. لا تتوافق حدودها مع التقسيم الإداري، ولكن مع ترسيم الحدود الجغرافية الأرضية والتاريخية- التقليدية.